# Dytaster grandis
Dytaster grandis is een kamster uit de familie Astropectinidae.
De wetenschappelijke naam van de soort werd in 1884 gepubliceerd door Addison Emery Verrill.